# Pungitius platygaster
Pungitius platygaster é uma espécie de peixe da família Gasterosteidae.
Pode ser encontrada nos seguintes países: Afeganistão, Bulgária, Irão, Cazaquistão, Moldávia, Roménia, Rússia, Sérvia e Montenegro e Ucrânia.